# Heterixalus
Heterixalus – rodzaj płazów bezogonowych z podrodziny Hyperoliinae w obrębie rodziny sitówkowatych (Hyperoliidae).

## Zasięg występowania
Rodzaj obejmuje gatunki występujące na Madagaskarze. 

## Systematyka
Rodzaj zdefiniował w 1944 roku belgijski herpetolog Raymond Ferdinand Laurent w artykule poświęconym osteologii i systematyce afrykańskich nogolotko-podobnych, opublikowanym w czasopiśmie Revue de Zoologie et de Botanique Africaines. Gatunkiem typowym jest (oryginalne oznaczenie) skoczka madagaskarska (H. madagascariensis).

### Etymologia
Heterixalus: gr. ἑτερος heteros ‘różny, inny’; ιξαλος ixalos ‘skaczący, zwinny’.

### Podział systematyczny
Do rodzaju należą następujące gatunki:
- Heterixalus alboguttatus (Boulenger, 1882)
- Heterixalus andrakata Glaw & Vences, 1991
- Heterixalus betsileo (Grandidier, 1872)
- Heterixalus boettgeri (Mocquard, 1902)
- Heterixalus carbonei Vences, Glaw, Jesu & Schimmenti, 2000
- Heterixalus luteostriatus (Andersson, 1910)
- Heterixalus madagascariensis (Duméril & Bibron, 1841) – skoczka madagaskarska[5]
- Heterixalus punctatus Glaw & Vences, 1994
- Heterixalus rutenbergi (Boettger, 1881)
- Heterixalus tricolor (Boettger, 1881)
- Heterixalus variabilis (Ahl, 1930)